# Matylda Ogórkówna
Matylda Zang z Ogórków (ur. 12 kwietnia 1897 w Biskupicach, zm. 1940 lub ?) – członkini Polskiej Organizacji Wojskowej, prawdopodobnie jedyna kobieta walcząca z bronią w ręku w czasie powstań śląskich, pielęgniarka, restauratorka.

## Życiorys
Była córką spawacza Wiktora i Konstantyny ze Skrzypczyków Ogórków. Do 1911 uczyła się w szkole w Biskupicach, potem w Mikulczycach. Pomagając rodzicom w prowadzeniu domu, ukończyła kurs gospodarstwa domowego oraz jednoroczny kurs pielęgniarstwa. Rozważała wstąpienie do klasztoru. W międzyczasie przez rok służyła u proboszcza w Rudzie.
W maju 1915 wyjechała do Berlina. Pracowała m.in. w fabryce amunicji oraz na kolei jako konduktorka. Była członkinią Towarzystwa Gimnastycznego „Sokół” oraz Towarzystwa Śpiewu „Cecylia” w kościele przy Palisandenstrasse.
W maju 1919 wróciła do rodziców w Mikulczycach. Z inspiracji brata Stanisława włączyła się w działania Polskiej Organizacji Wojskowej w powiecie tarnogórskim. Używała pseudonimu „Maks”. Wśród żołnierzy Grenzschut Ost szukała chętnych do sprzedaży broni Polakom.
W męskim przebraniu włączyła się w I powstanie śląskie. Ruszyła w kompanii z Mikluszyc do Tarnowskich Gór, ale grupie nie udało się zdobyć miejscowych koszar. Jako pielęgniarka Czerwonego Krzyża przebywała w obozach dla powstańców uchodźców w Dziedzicach i Oświęcimiu. Na początku grudnia 1919 z ramienia Komitetu Opieki nad Górnoślązakami pojechała do Poznania. W obozie Górnoślązaków w Biedrusku była stenotypistką.
W marcu 1920 wróciła do Mikluszyc, dowiedziawszy się o chorobie matki. Zaczęła pracę w Powiatowym Komitecie Plebiscytowym w Zabrzu. W ukryciu działała w POW, w bojówce ochraniającej polskie zebrania i wiece. Grupa osłaniała też osoby rozwieszające plakaty czy wywiadowców. W Miejskim Ogrodzie Botanicznym w Zabrzu znalazła niemiecki skład broni, który przekazano do skonfiskowania aliantom.
Gdy wybuchło II powstanie śląskie, zaprzestała pracy biurowej i wstąpiła do oddziału obsadzającego budynki publiczne w Mikluszycach. W Powiatowym Komitecie Plebiscytowym działała do jego likwidacji po głosowaniu plebiscytowym. Następnie pracowała w Konsultacie Polskim w Opolu.
Po wybuchu III powstania śląskiego została poważnie pobita przez niemiecką bojówkę, która wtargnęła do jej mieszkania w Opolu. Pociągiem, a następnie pieszo przedostała się do Mikluszyc. Gdy nabrała sił, zgłosiła się do komentantury powstańczej w Zabrzu. Skierowano ją do Pogorzelic, do miejsca postoju Dowództwa Podgrupy Cymsa. Została adiutantem II baonu. Przebywała na froncie w Pogorzelicach, Kłodnicy i Kędzierzynie pod dowództwem Stanisława Oleksuna „Mullera”. Po 3 tygodniach poprosiła o przeniesienie do oddziału frontowego, do Dowództwa I Dywizji na zamku w Sławęcicach. W czasie nieobecności dowódcy kpt. Jana Ludygi-Laskowskiego zadecydowała o wywiezieniu dokumentacji oddziału, a sama została na miejscu mimo alarmu o ataku Niemców. W sztabie dywizji pracowała 3 dni. Następnie ruszyła na front z dowódcą pułku Walentym Fojkisem. Uczestniczyła w walkach o Zalesie i Lichynię. Opiekowała się rannymi, walczyła z karabinem w ręku. Została ranna. Leczyła się w szpitalu w Inowrocławiu. Szybko wróciła do Podgrupy Woźniaka, by walczyć na froncie. Brała udział w ataku na Górę św. Anny, gdzie została lekko ranna. podczas III powstania pod Koźlem rozbiła patrol niemiecki w sile 6 członków bawarskiej grupy Organisation Escherich (orgeszów).
Jest prawdopodobnie jedynym i udokumentowanym przypadkiem kobiety walczącej z bronią w ręku w czasie powstań śląskich.
Po powstaniu zamieszkała po polskiej stronie granicy. Pracowała w towarzystwie ubezpieczeniowym „Westa” w Katowicach. Po 3 miesiącach przeniosła się do pracy w Dyrekcji Kolei, gdzie pozostała do października 1925.
W czerwcu 1925 wyszła za mąż za Karola Zanga, Niemca, pracownika kolei. Mieli dwie córki: Małgorzatę (ur. 1928) i Annę (ur. 1929). Kiedy w 1930 mąż zachorował i dostał rentę inwalidzką, Matylda jako działaczka narodowa postarała się o dzierżawę bufetu kolejowego w Królewskiej Hucie.
Została aresztowana 13 października 1939, krótko po wkroczeniu Niemców do Chorzowa. Była przesłuchiwana przez gestapo w Bytomiu. Nie wyparła się polskości. Jej sprawa jako przypadek karny została skierowana do naczelnego prokuratora Trybunału Ludowego w Berlinie. Brak dalszych informacji co do jej losów. Być może zmarła w 1940 r.

## Odznaczenia
Była jedyną kobietą wśród osób biorących udział w powstaniach śląskich, którą odznaczono Krzyżem Walecznych I klasy. Została uhonorowana Śląską Wstęgą Waleczności I klasy, Krzyżem Honorowym za pracę w okresie plebiscytu na Górnym Śląsku oraz Medalem Niepodległości. Uhonorowano ją Odznaką Plebiscytową.

## Upamiętnienie
Była jedną z 30 bohaterek wystawy „60 na 100. Sąsiadki. Głosem Kobiet o powstaniach śląskich i plebiscycie” powstałej w 2019 i opowiadającej o roli kobiet w śląskich zrywach powstańczych i akcji plebiscytowej. Koncepcję wystawy, scenariusz i materiały przygotowała Małgorzata Tkacz-Janik, a grafiki Marta Frej.